# Cruzini
Der Cruzini ist ein Fluss in Frankreich, der im Département Corse-du-Sud auf der Insel Korsika verläuft. Er entspringt unter dem Namen Ruisseau de Corachia, im Regionalen Naturpark Korsika, an der Nord-Flanke der Pointe Migliarello (2254 m), im Gemeindegebiet von Pastricciola. Der Cruzini entwässert generell in westlicher Richtung und mündet nach rund 28 Kilometern an der Gemeindegrenze von Lopigna und Rosazia als linker Nebenfluss in den Liamone.

## Orte am Fluss
- Pastricciola
- Rezza
- Azzana
- Lopigna